# Hippophae rhamnoides
Elaeagnus rhamnoides là một loài thực vật có hoa trong họ Elaeagnaceae. Loài này được (L.) A.Nelson mô tả khoa học đầu tiên năm 1935.